# Verwundete Erde
Verwundete Erde (Originaltitel: La terre outragée) ist ein französisches Drama und das Spielfilmdebüt von Michale Boganim aus dem Jahr 2011. Es beschreibt die Geschichte einer jungen Frau, deren Leben erheblich durch die Nuklearkatastrophe von Tschernobyl beeinflusst wird. Es handelt sich um den ersten Spielfilm im Gebiet um Tschornobyl. Boganim kritisierte anlässlich der Vorstellung ihres Films, dass seitens der Behörden der Wunsch geäußert wurde, die „Rettungsmaßnahmen in Tschernobyl als Heldentat“ darzustellen. Der Film ist Nikita Emshanov gewidmet, der 2011 verstarb.

## Handlung
Es ist der 25. April 1986. Anya und der Feuerwehrmann Piotr aus Prypjat schauen zuversichtlich in eine gemeinsame Zukunft. Sie haben gerade geheiratet und feiern mit Freunden und Familie ihre Hochzeit. Am Fluss freut sich der Physiker Alexei über einen freien Tag, den er mit seinem sechsjährigen Sohn Valery verbringen kann. Die beiden pflanzen einen Apfelbaum und genießen ebenfalls die gemeinsame Zeit.
Diese Idylle wird jäh zerstört, als im benachbarten Kernkraftwerk Tschernobyl der Block 4 explodiert. Anya versucht noch, ihren frisch angetrauten Ehemann von seinem Einsatz abzuhalten, doch vergeblich. Piotr und Alexei eilen zum Unfallort, um bei den Löscharbeiten zu helfen und Messungen der Strahlungsaktivität vorzunehmen. In den darauf folgenden Stunden erfahren die Bewohner von Prypjat zunächst nicht, was passiert ist. Nach und nach wird deutlich, dass die Explosion zu einer Katastrophe geführt hat. Soldaten in Schutzanzügen kommen in den Ort und beginnen damit, ihn zu evakuieren. Anya eilt in das Krankenhaus der Stadt, doch dort erfährt sie nur, dass Piotr eine hohe Strahlendosis erhalten hat und sie nicht zu ihm durchgelassen wird. Anderenfalls würde auch sie sterben. Alexei führt weiterhin Messungen in der Stadt durch. Er bemerkt, dass sich die Belastungen für die Bewohner durch den stark einsetzenden Regen noch erhöhen werden und kauft in seiner Verzweiflung eine große Anzahl Regenschirme, die er an Bewohner verteilt, die sich im Freien aufhalten.
Zehn Jahre später ist aus Prypjat eine Geisterstadt geworden. Anya lebt mittlerweile in der eigens nach der Katastrophe neu errichteten Stadt Slawutytsch. Sie arbeitet dort in einem kleinen Büro, das Touristen Führungen in das Unglücksgebiet anbietet. Doch eigentlich mag sie diese Arbeit nicht. Ihre innere Verzweiflung wird deutlich, als sie eines Tages eine Gruppe Touristen in dem Reisebus mit den folgenden Worten in den Besuch einführt: „Es war eine moderne Stadt. Die schönste in der ganzen Ukraine. Als sie evakuiert wurde, mussten 50.000 Menschen gehen, sie durften nichts mitnehmen. Die Vergangenheit ist wie ein fremdes Land, das mir keine Ruhe lässt. Ich kann das einfach nicht vergessen.“
Ein Arbeiter aus der Stadt umwirbt sie vergeblich, denn sie hat sich in den französischen Wissenschaftler Patrick verliebt. Einerseits hofft sie, dass er sie mit nach Paris nimmt und sie damit den unwirklichen Ort verlassen kann, andererseits ist sie in ihrer Heimat verwurzelt und möchte nicht wegziehen. Er bittet sie, ihn zu heiraten und reist mit ihr nach Odessa. Diese Stadt hatte sie bereits vor zehn Jahren als Ziel ihrer Hochzeitsreise ausgesucht – damals aber noch mit Piotr. Anya erkennt, dass sie nicht weggehen möchte und verlässt Patrick.
Der inzwischen 16-jährige Valery besucht gemeinsam mit seiner Mutter und einer Gruppe meist älterer Frauen ebenfalls Prypjat. Sie gedenken der Toten der Katastrophe. Valerys Mutter hat ihrem Sohn ebenfalls zu verstehen gegeben, dass Alexei tot sei. Doch Valery mag das nicht glauben, verlässt die Gruppe und irrt in der Stadt umher. Er besucht sein altes Schulgebäude und die verlassene Wohnung. Dort hinterlässt er an einer Wand eine Nachricht für seinen Vater. Schließlich wird Valery von Soldaten aufgegriffen und zurück nach Slawutytsch gebracht. Was er nicht erfährt: Sein Vater lebt tatsächlich. Er irrt geistig verwirrt auf den Bahnhöfen der Region umher und ist auf der Suche nach den Namen der Opfer. Dazu spricht er wahllos Passanten an und fragt sie nach ihren Namen. Auf die Frage, warum er dies mache, antwortet er nur: „Um einen Anhaltspunkt zu haben. […] Es ist wichtig,  sie wenigstens aufzuschreiben.“
Anya kehrt schließlich auch nach Slawutytsch zurück. Sie flüchtet vor einem einsetzenden Regenschauer in ein Wartehäuschen. Zufällig läuft Valery dort vorbei. Er kam aus der Schule und hat dort vor seinen neuen Mitschülern über seine Erlebnisse nach der Katastrophe berichtet. Ihre Blicke treffen sich nur kurz, denn Anya trägt auf Grund ihres fortschreitenden Haarausfalls inzwischen eine Perücke. Valery eilt vorbei und Anya fährt mit dem nächsten Bus fort.

## Kritik
Tobias Sunderdiek von der Neuen Osnabrücker Zeitung gefallen die „starken Bilder“ des Films, etwa beim schwarzen Niederschlag, der das Fest der Hochzeitsgesellschaft unterbricht. Für ihn ist der Film „insgesamt dennoch nachhaltig“, wenn er auch zum Teil „etwas konstruiert“ wirke. Die Cinema sieht in dem Film ein „gespenstisch-beklemmendes Szenario“.